# XVI. sjezd KSČ
XVI. sjezd KSČ byl sjezd tehdy vládnoucí Komunistické strany Československa konaný v ČSSR v období normalizace roku 1981.
Sjezd se odehrával ve dnech 6. – 10. dubna 1981. Konal se v Praze, v nově dobudovaném Paláci kultury. Účastnilo se ho 1 447 delegátů, kteří zastupovali 1 538 179 tehdejších členů KSČ. Generálním tajemníkem strany byl zvolen Gustáv Husák, předsedou Ústřední kontrolní a revizní komise se stal Miroslav Čapka. Sjezd zvolil 123 členů a 55 kandidátů Ústředního výboru Komunistické strany Československa.
Jako čestný host se sjezdu zúčastnil Leonid Iljič Brežněv. Sjezd představoval výraz stability normalizačního režimu. Ve srovnání s předchozím XV. sjezdem KSČ neprovedl žádné zásadní personální ani programové změny.